# Paracaudina
Genre
Paracaudina est un genre d'holothuries de la famille des Caudinidae.

## Liste des genres
Selon World Register of Marine Species (28 janvier 2015) :
- Paracaudina alta Davey & O'Loughlin, 2013

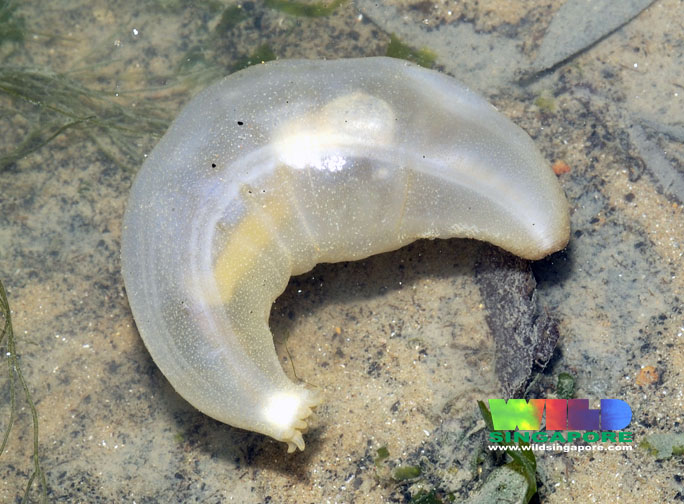
Paracaudina australis à Singapour (l'appendice caudal est ici rétracté).

- Paracaudina ambigua O’Loughlin & Barmos in O'Loughlin, Barmos & VandenSpiegel, 2011
- Paracaudina aspiculata Domantay & Conlu in Domantay, 1969
- Paracaudina australis (Semper, 1868)
- Paracaudina bacillis O’Loughlin & Barmos in O'Loughlin, Barmos & VandenSpiegel, 2011
- Paracaudina chilensis (Müller, 1850)
- Paracaudina clarki Domantay, 1953
- Paracaudina cuprea O’Loughlin & Barmos in O'Loughlin, Barmos & VandenSpiegel, 2011
- Paracaudina delicata Pawson & Liao, 1992
- Paracaudina keablei O’Loughlin & Barmos in O'Loughlin, Barmos & VandenSpiegel, 2011
- Paracaudina luticola Hickman, 1962
- Paracaudina reductia Davey & O'Loughlin, 2013
- Paracaudina tetrapora (H.L. Clark, 1914)
- Paracaudina tripoda O’Loughlin & Barmos in O'Loughlin, Barmos & VandenSpiegel, 2011